# Francisco Rotunno
Francisco Javier Rotunno Merino (Chillán, 2 de febrero de 1976-Coquimbo, 9 de mayo de 2025) fue un futbolista chileno que se desempeñaba en la posición de defensa. Jugó en equipos de Chile e Indonesia.

## Trayectoria
Nacido en Chillán, trató de unirse a las divisiones inferiores del club de su ciudad, Ñublense, cuando jugaba para el Club Deportivo Nacional. Luego, se unió a las divisiones inferiores de Coquimbo Unido, debutando profesionalmente el año 1993 ante Deportes La Serena, el rival tradicional de Coquimbo, a los 17 años, gracias al entrenador José Sulantay. Estuvo en el club hasta 2001, siendo partícipe del partido en que su equipo enfrentó a la Selección chilena liderada por Marcelo Salas e Iván Zamorano el 25 de junio de 2000 en el Estadio Francisco Sánchez Rumoroso.
En Chile, sólo jugó para equipos del Norte grande: Deportes Antofagasta en 1998 y 2003, Cobresal en 2002, Deportes La Serena en 2003, regresando a Coquimbo Unido para el Torneo Clausura 2003.
A fines de 2003, se trasladó a Bali, Indonesia, para defender los colores del Persekabpas Pasuruan, quedándose por 6 temporadas. Solo anotó un gol durante la temporada 2005, pero es considerado como uno de los jugadores extranjeros más importantes en el fútbol de Indonesia. Además jugó para el Sriwijaya FC.

## Clubes
| Club                            | País      | Año       |
| ------------------------------- | --------- | --------- |
| Coquimbo Unido                  | Chile     | 1993-2001 |
| → Deportes Antofagasta (cedido) | Chile     | 1998      |
| Cobresal                        | Chile     | 2002      |
| Deportes La Serena              | Chile     | 2003      |
| → Deportes Antofagasta (cedido) | Chile     | 2003      |
| Coquimbo Unido                  | Chile     | 2003      |
| Persekabpas Pasuruan            | Indonesia | 2003-2007 |
| Sriwijaya FC                    | Indonesia | 2007      |
| Persekabpas Pasuruan            | Indonesia | 2008      |

## Vida personal y fallecimiento
Ya retirado, se radicó junto a su esposa Claudia Oteíza y sus hijos Pablo y Renato en la ciudad de Coquimbo. Renato formó parte de las divisiones inferiores de Coquimbo Unido.
El 9 de mayo de 2025, su exclub Coquimbo Unido informó mediante redes sociales de su deceso.